# Autricourt
Autricourt là một xã ở tỉnh Côte-d'Or trong vùng Bourgogne, phía đông nước Pháp. Khu vực này có độ cao trung bình 203 mét trên mực nước biển.

## Dân số
| Năm | 1962 | 1968 | 1975 | 1982 | 1990 | 1999 | 2005 |
| --- | ---- | ---- | ---- | ---- | ---- | ---- | ---- |
| Dân số | 111  | 160  | 135  | 126  | 137  | 133  | 125  |
| From the year 1962 on: No double counting—residents of multiple communes (e.g. students and military personnel) are counted only once. 2005: Provisional population (annual survey). |      |      |      |      |      |      |      |